# Amadeüs (groupe)
Pour les articles homonymes, voir Amadeus.
Amadeüs est un groupe espagnol de power metal, originaire de Barcelone, en Catalogne. Il mêle metal symphonique et musique classique.

## Biographie
Le groupe catalan Amadeüs est formé d'un projet solo appelé Eden, par Israel Ramos (son chanteur et compositeur principal), en 1999. Environ six ans plus tard, Gonzalo Moldes le rejoint et les deux forment désormais un groupe à part entière. Le groupe traverse plusieurs formations jusqu'à finalement se consolider et se rebaptiser Amadeüs.
En 2006, le groupe se produit pour la première fois à Madrid, dans la sala Ritmo y Compás. En novembre 2007, il commence à enregistrer son premier album, Caminos del alma, aux studios Dante d'Israel Ramos, produit par Alberto Rionda d'Avalanch et Ramos aux studios Bunker.
Après la sortie de l'album, le 6 février 2009, et avec une formation stable composée d'Israel Ramos au chant, Rubén Lanuza et David García aux guitares, Gonzalo Moldes à la batterie, Sergi Camps aux claviers, et Raúl Sousa à la basse, le groupe entame une tournée intitulée Caminos y almas tour '09, commençant à Valence et traversant notamment Bilbao, Saint-Sébastien, les Asturies, Barcelone, Madrid, Badajoz, et Séville, aux côtés d'Avalanch.
Après cette tournée commune, Amadeüs continue de tourner et de se produire dans des festivals tels que le Derrame Rock 2009 (Asturies), partageant la scène avec des groupes comme Kreator, Rata Blanca, Gamma Ray, Hamlet, au Albuquerque Rock à Badajoz. Il joue également au Ripollet Rock Festival avec Epica.

## Membres
- Israel Ramox - composition, chant
- Rubén Lanuza - guitare
- Alberto Román - guitare
- Jared Camps - basse
- Alberto Linares - batterie
- Miquel García - claviers

## Discographie
- 2009 : Caminos del alma
- 2011 : Suspiras en mi piel (démo)
- 2012 : Black Jack
- 2012 : Caléndula